# Chidinma Okeke
Chidinma Nkeruka Okeke (11 agosto 2000) è una calciatrice nigeriana, difensore dell'América e della nazionale nigeriana. Ha fatto parte della squadra nigeriana che ha vinto la Coppa WAFU femminile del 2019 in Costa d'Avorio.

## Carriera
Okeke si appassiona al calcio fin da giovanissima iniziando a giocare in patria ma senza aver in programma di diventare un giorno giocatrice professionista. Come la maggior parte delle ragazzine gioca inizialmente per strada con i maschi pari età, proseguendo poi a scuola, disputando in sua rappresentanza la Principal's Cup. Dopo aver vinto le eliminatorie del distretto di Okota la sua squadra dovette incontrare le sfidanti nel distretto di Mushin, e fu in quell'occasione che vide per la prima volta allenarsi, prima della loro partita, il Robo Queens, scoprendo in quell'occasione l'esistenza di una squadra di calcio interamente femminile.
Al termine dell'incontro, durante il quale parte delle ragazze e staff delle Robo Queens avevano assistito, Okeke viene avvicinata da un dirigente che, dicendole che aveva apprezzato il suo gioco la invitò a unirsi alla squadra, proposta che inizialmente rifiutò per il timore di sembrare un ragazzo. Tuttavia il club continuò a cercarla anche dopo il suo ritorno a casa e, pur dopo altri rifiuti e incertezze, anche spronata dalla madre che la esortò a non sprecare questa opportunità, decise infine di seguire il dirigente che la tesserò con il club di Lagos.

### Club
Inserita in rosa inizialmente nelle giovanili della Robo Queens, Okeke conquista velocemente un posto in prima squadra, facendo il suo esordio in Nigeria Women Premier League, l'allora denominazione del livello di vertice del campionato nigeriano di categoria, nel corso dell'edizione 2018, rimanendo una seconda stagione, indossando anche la fascia di capitano, sotto la guida tecnica di Emmanuel Osahon. Qui Osahon la schiera sia nel reparto offensivo che in difesa, dimostrando di saper ricoprire più ruoli, cosa che poi verrà sfruttata a livello delle nazionali giovanili e maggiore e che, ponendola in quelle occasioni alla ribalta a livello mondiale, le offrono l'opportunità di continuare l'attività agonistica all'estero.
Nell'estate 2019 viene annunciato il suo trasferimento al Madrid CFF, e a disposizione del tecnico Óscar Fernández fa il suo debutto in Primera División, massimo livello del campionato spagnolo, già dalla 1ª giornata della stagione 2019-2020, scendendo in campo da titolare nella vittoria casalinga per 1-0 sul Betis.

### Nazionale
Nel 2016, Okeke ha rappresentato la formazione nigeriana under 17 durante il mondiale di categoria di Giordania 2016. Nel 2017, ha perso nella finale femminile della Nigeria Freestyle Football Competition contro Rasheedat Ajibade e nel luglio 2018, è stata selezionata dall'allenatore Christopher Danjuma nella rappresentativa under 20 impegnata al Mondiale di Francia 2018.
Dal 2019 viene inserita in rosa con la nazionale maggiore in occasione della Coppa delle Nazioni WAFU di Egitto 2019, segnando in quell'occasione uno dei gol con cui la sua squadra ha sconfitto per 5-1 il Niger, mentre era a referto quando la squadra nigeriana sconfiggeva il Niger per qualificandosi nelle semifinali. È stata selezionala nella squadra nazionale nigeriana per la Coppa del Mondo femminile FIFA del 2019.